# Marcel Rufo
Pour les articles homonymes, voir Rufo.
 (février 2025).
Si vous disposez d'ouvrages ou d'articles de référence ou si vous connaissez des sites web de qualité traitant du thème abordé ici, merci de compléter l'article en donnant les références utiles à sa vérifiabilité et en les liant à la section « Notes et références ».

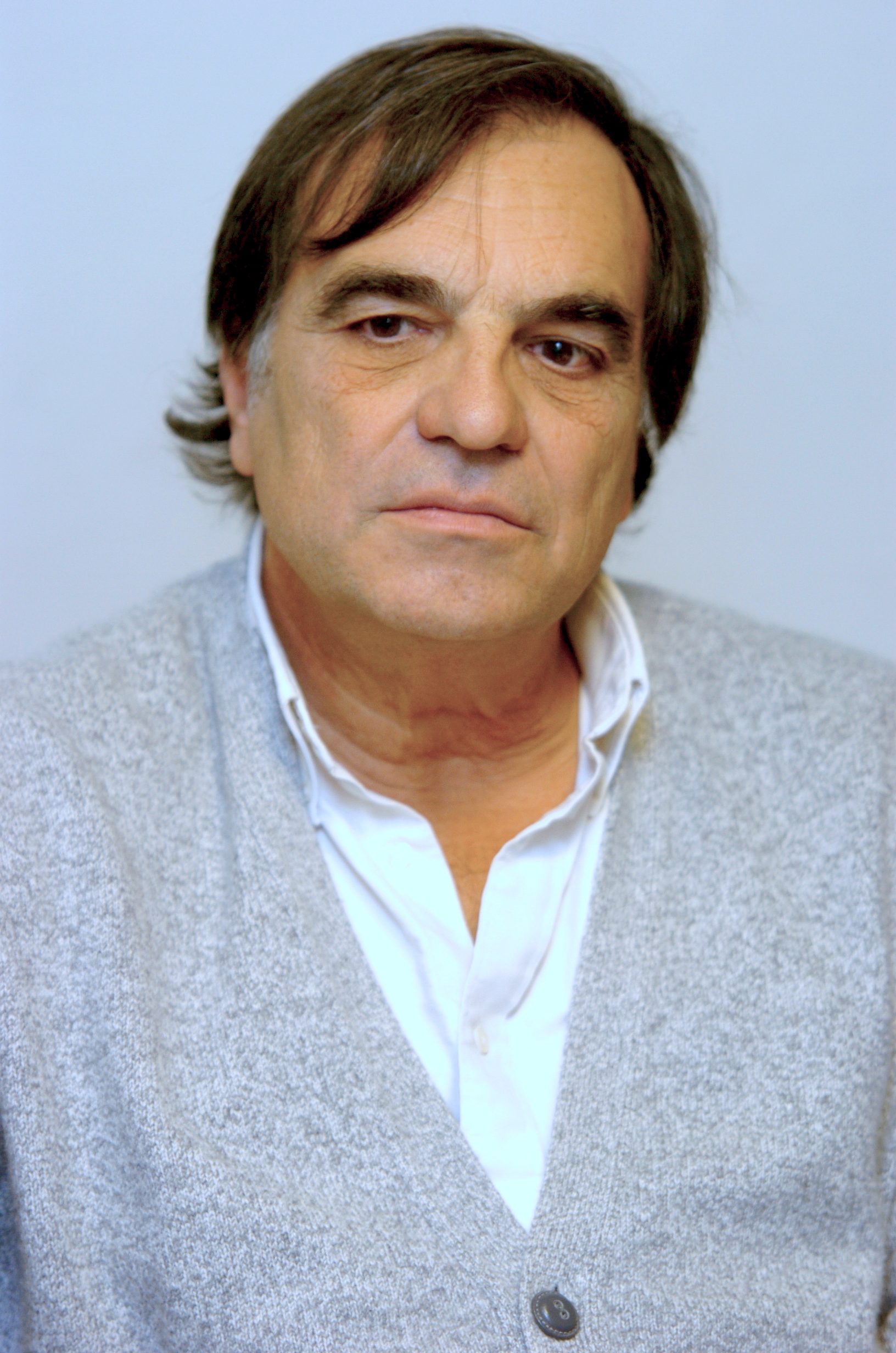
Marcel Rufo, le 05 décembre 2007 à Paris.

Marcel Rufo, né le 31 décembre 1944 à Toulon, est un pédopsychiatre, professeur d'université-praticien hospitalier (PU-PH) émérite et écrivain français, auteur de nombreux ouvrages consacrés à la prime enfance.

## Biographie
Le docteur Marcel Rufo est directeur médical de l'espace méditerranéen de l'adolescence à l'hôpital Salvator à Marseille.
Il dirige les trois unités distinctes et dédiées aux adolescents, jeunes adultes et adultes de la Clinique des Trois Cyprès à Marseille.
Il a exercé dans différents hôpitaux de Marseille (l'hôpital de la Timone et l'hôpital Sainte-Marguerite) ainsi qu'à l'hôpital Cochin à Paris.
 (juin 2024).

### Études et titres universitaires
- Neuropsychiatre, CES 1975
- Pédiatre, 1975
- Chef de clinique à la Faculté de médecine de Marseille
- Psychiatrie infantile, Pr R. Soulayrol du 1er novembre 1975 au 1er novembre 1979, prolongé pour une période de trois ans à compter du 1er novembre 1979. de
- Docteur en médecine - Thèse soutenue à la Faculté de médecine de Marseille sur Enfant psychotique et manifestations épileptiques, octobre 1975, Prix de thèse.
- Responsable pédagogique du Diplôme d'université de pédopsychiatrie « L'enfant et ses devenirs » et l'UPD de Médecine générale de Toulon, depuis 1982.
- Maître de conférence agrégé de pédopsychiatrie, depuis le 1er octobre 1982, Discipline pédopsychiatrie (Code CNU 494 PR 0227).
- Professeur 2e classe, juin 1993
- Professeur 1re classa, août 1999
- Professeur classe exceptionnelle
- Professeur émérite, université Aix-Marseille

### Titres hospitaliers
- Interne des Hôpitaux de Marseille (concours février 1970) - Fonctions du 1er octobre 1970 au 30 octobre 1975.
- Assistant des Hôpitaux du CHU de Marseille - (Service de psychiatrie infantile du Pr R. Soulayrol, CHU Sainte-Marguerite, du 1er novembre 1975 au 30 septembre 1982).
- Médecin chef des intersecteurs no 1 et no 2 de psychiatrie infanto-juvénile des Bouches-du-Rhône.
- Chef de service de pédopsychiatrie du CHU Sainte-Marguerite, Assistance publique de Marseille, depuis le 1er septembre 1995.
- Chef de service de l’Unité d’adolescents, « Espace Arthur », au CHU Timone, Assistance publique de Marseille, de 1999 à 2004.
- Chef de service de la Maison de Solenn, Maison des Adolescents, hôpital Cochin, Assistante publique de Paris, de 2004 à 2007.
- Chef de service de l'unité d'adolescents, Espace Arthur, CHU Hôpitaux Sud, de 2007 à 2010.
- Directeur médical de l'Espace méditerranéen de l'adolescence, hôpital Salvator, Marseille, depuis 2010.
- Directeur des unités distinctes et dédiées aux adolescents, jeunes adultes et adultes de la Clinique des Trois Cyprès, Marseille, depuis le 4 janvier 2016.

### Titres scientifiques

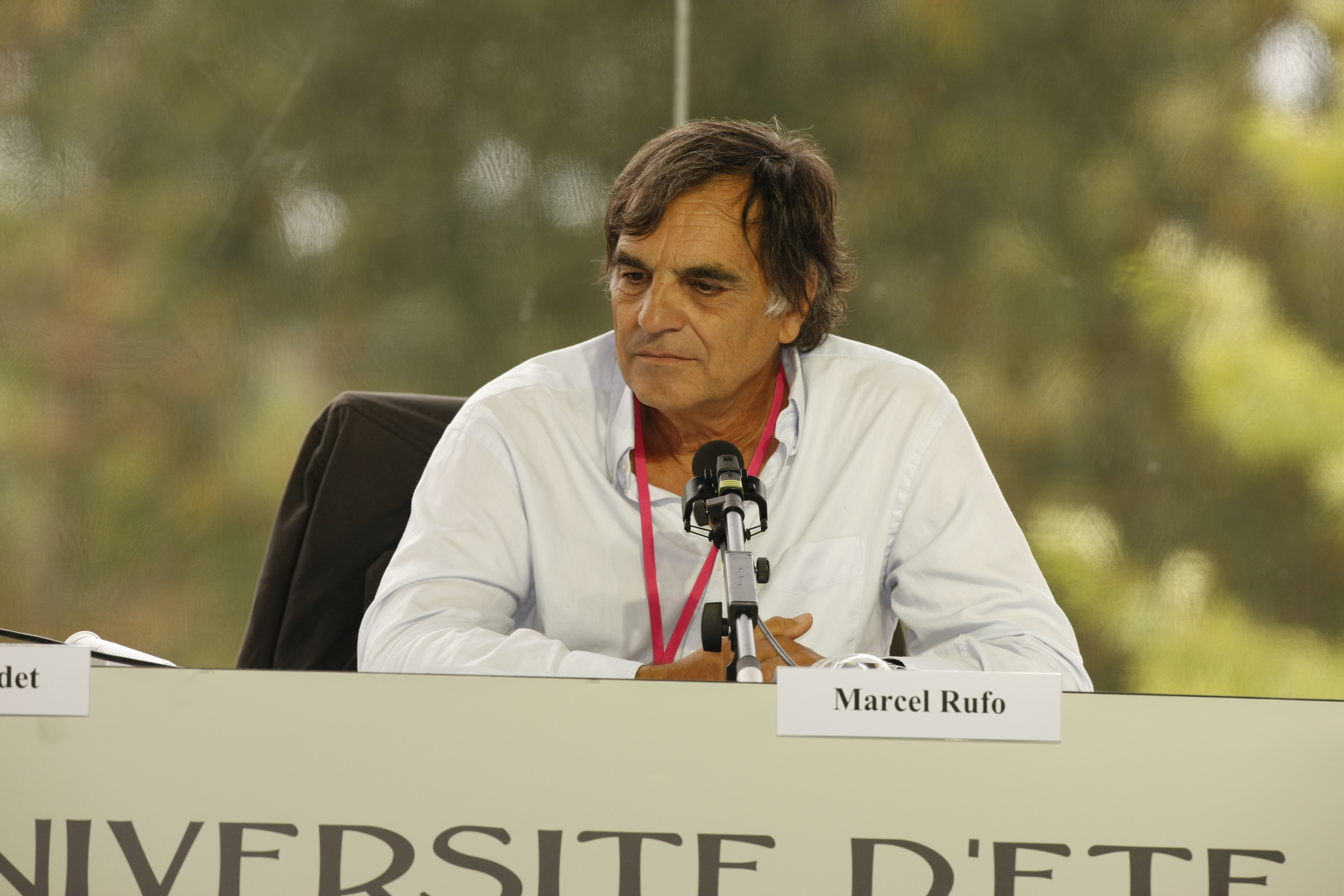
Marcel Rufo

- Membre de la Société française de psychiatrie de l'enfant et de l'adolescent, 1975
- Membre de la Société de psychiatrie de Marseille et du Sud-Est Méditerranéen, 1972
- Membre de la Société de pédiatrie du Sud-Est, 1975
- Membre fondateur de l'Association française de psychiatrie, 1978
- Président du Conseil technique de psychomotricité de la Faculté de médecine de Marseille de 1978 à 1988
- Membre du Conseil scientifique de la Société française de psychiatrie de l'enfant et de l'adolescent, 1987
- Membre du Comité scientifique de la Fondation des Hôpitaux de France-Hôpitaux de Paris
- Membre du Comité scientifique de la Fondation pour l'enfance
- Président de la conférence de la Famille, auprès du ministère délégué à la Famille
- Coprésident du groupe de travail sur l'image de soi, ministère de la Santé et des Solidarités
- Membre du Haut Comité de santé publique, comité de pilotage sur la prise en charge des mineurs en grande difficulté, Ministère de la Justice
- Membre des Comités de Pilotage :
  - sur la campagne de prévention des sévices sexuels, ministère de la Famille
  - sur l'organisation et le fonctionnement de l'offre de soins en psychiatrie, ministère de la Famille
  - sur les dépistages chez l'enfant de 7 à 18 ans pour l’HAS
  - sur l'étude des antidépresseurs IRS chez l'enfant et l’adolescent, AFSSAPS
  - sur l'image des jeunes, ministère de la Jeunesse, des Sports et de la Vie associative
  - sur l'entretien personnalisé en classe de 5e, Ministère des Solidarités de la Santé et de la Famille
  - sur le sommeil, Ministère de la Santé et des Solidarités
  - sur l'apprentissage junior, ministère de l'Emploi, de la Cohésion sociale et du Logement, délégation à l'emploi, au travail et l'insertion professionnelle des jeunes.
- Membre de la Commission pour l'image de la femme dans les médias, secrétariat d'État aux droits de la femme
- Membre de la Fondation européenne Action for teens groupant les Maisons d'adolescents
- Membre de la commission Adoption, secrétariat d'État, chargé de la Famille et de la Solidarité.
- Président de l'atelier Collectifs pédagogiques du Grenelle de l'Éducation, novembre-décembre 2020

### Titres divers
- Médecin de la Marine marchande, concours novembre 1970
- Médecin PMI (Centre PMI du CHU de la Timone), mai 1977
- Expert auprès des tribunaux d'Aix-Marseille
- Chroniqueur au Midi olympique (rugby)

### Décorations
- Commandeur de la Légion d'honneur (29 décembre 2023)[1], Officier (6 mars 2013), Chevalier (30 juin 2004).

### Opinions et engagements politiques
Pour l'élection présidentielle de 2017, il soutient Emmanuel Macron.

### Vie personnelle
Il est le père d'Alice Rufo, conseillère pour l'Asie, la Russie, le Caucase, la Turquie, les Balkans et les réfugiés auprès du président Emmanuel Macron depuis 2017.

## Œuvres

### Essais
- Bébé à l'huile, bébé au beurre, Eres, 1997.
- Comprendre l'ado avec Christine Schilte, Hachette Pratique, 01/2000.
- Madame Dolto avec Frédérique Authier-Roux, Eres, 2000
- Vouloir un enfant avec Christine Schilte, René Frydman, Hachette Pratique, 09/2001.
- Frères et sœurs, une maladie d'amour avec Christine Schilte, Fayard, 04/2002, réédition Lgf, 10/2003.
- Votre ado avec Christine Schilte, Hachette Pratique, 09/2003, Hachette Pratique, 09/2003, Marabout, 08/2007.
- On va y arriver, Charlie Brown avec Charles M. Schulz et Frank Reichert, préface de Marcel Rufo, Rivages poche/Petite Bibliothèque, 10/2003
- Tout ce que vous ne devriez jamais savoir sur la sexualité de vos enfants, Anne Carrière, 10/2003.
- Langage avec Christine Schilte, Hachette Pratique, 09/2004.
- Bébé parle avec Christine Schilte, Hachette, 09/2004
- Élever bébé avec Christine Schilte, Hachette Pratique, 09/2004, Hachette Pratique, 08/2006, Hachette Pratique, 09/2007.
- Bébé pleure avec Christine Schilte, Hachette Pratique, 09/2004.
- Bébé dort bien avec Christine Schilte, Hachette Pratique, 09/2004.
- Bébé pleure avec Christine Schilte, Hachette Pratique, 09/2005.
- Le Mystère de la vie : de la conception à la naissance avec Barry Werth, Alexander Tsiaras, préface de Marcel Rufo, Filipacchi, 10/2005.
- Désir d'enfant : les entretiens avec René Frydman et Christine Schilte, Hachette Pratique, 01/2006, Marabout, 03/2008.
- Élever bébé : de la naissance à six ans avec Christine Schilte, Hachette Pratique, 08/2006.
- Les nouveaux ados : comment vivre avec ? avec Serge Hefez, Patrice Huerre, Philippe Jeammet, Daniel Marcelli et Marc Valeur, Bayard,08/2006.
- Le passage : les conduites à risque à l'adolescence, avec Armelle Barnier, et Aurélie Souchard, Anne Carrière, 11/2006.
- Regards croisés sur l'adolescence, son évolution, sa diversité avec Marie Choquet, Anne carrière, 03/2007, réédition Lgf, 10/2008.
- Détache-moi ! : se séparer pour grandir, Lgf, 10/2007
- La Vie en désordre, voyage en adolescence, 2007, réédition Poche, 09/2009.
- Pourquoi bébé pleure avec Christine Schilte, Hachette Pratique, 03/2008.
- Comment aider bébé à bien dormir avec Christine Schilte, Hachette Pratique, 01/2009.
- Œdipe toi-même ! : consultations d'un pédopsychiatre, Succes du Livre, 02/2009.
- Élever votre enfant de 6 à 12 ans avec Christine Schilte, Philippe Meirieu, Pascale Leroy, Hachette Pratique, 09/2009.
- Chacun cherche un père, Anne Carriere, 10/2009
- Attendre bébé 2010 avec Christine Schilte, Hachette Pratique, 09/2009.
- Élever bébé 2010 avec Christine Schilte, Hachette Pratique, 09/2009.
- L’Abécédaire de Marcel Rufo, Anne Carrière, 11/2010 (livre + DVD)
- Tiens bon, Anne Carrière, 10/2011
- Grands Parents : à vous de jouer, Anne Carrière, 11/2012.
- Tu réussiras mieux que moi - Craintes et désirs d'école, Anne Carrière, 10/2013.
- Allô Rufo, Éditions Larousse, 2014  (ISBN 978-2035872975)
- Dictionnaire amoureux de l'enfance et de l'adolescence, Plon/Anne Carrière, 2017
- Passeurs de rugby, avec Christophe  Schaeffer, Anne Carrière, 2019
- Consultations d'adolescents, collectif sous la direction de M. Rufo, Lavoisier, septembre 2020

### Vidéos d'enseignement
- Les Troubles du sommeil chez l'enfant, Conseil général des Bouches-du-Rhône, 1993
- Jouer dans l'Antiquité : la poupée romaine, film de Paul Carpita, Office de la culture et Musée de Marseille, 1993
- L'Adolescent, cet inconnu, film produit par Anthéa, 1994
- La Consultation d’adolescents, film produit par Anthéa, 1997 à l’usage des médecins généralistes

## Médias
De 2005 à juin 2008, il présente une émission sur Europe 1 le jeudi de 23 heures à minuit, puis présente pendant un an, en compagnie de Charline Roux, une émission sur France 3 consacrée à la famille Le mieux c'est d'en parler. Marcel Rufo quitte alors France 3 pour rejoindre France 5, où il présente Allô Rufo, en compagnie d'Églantine Éméyé, une émission quotidienne diffusée à 10 h, pendant laquelle il répond aux questions des téléspectateurs à propos des enfants, petits et grands.
Du 18 février au 28 juin 2013, il tient une chronique dans le 7/9 de France Inter dont le journaliste Erwan Desplanques de Télérama note le caractère infantilisant.